# Károly Schilberszky
Károly Schilberszky (ur. 26 listopada 1863 w Budapeszcie, zm. 10 września 1935 tamże) – węgierski botanik, mykolog i fitopatolog, profesor uniwersytetu.

## Życiorys
W 1886 r. ukończył studia na Uniwersytecie Budapeszteńskim, uzyskując dyplom z geografii naturalnej. W latach 1887–1888 był pracownikiem stacji testowania nasion, w latach 1888–1894 adiunktem u Lajosa Jurányi na Wydziale Botaniki Uniwersytetu Budapeszteńskiego. W 1893 r. uzyskał stopień doktora nauk humanistycznych. Od 1894 r. był fitopatologiem w Instytucie Ogrodnictwa. Od 1904 r. wykładał na Uniwersytecie Budapeszteńskim, w 1911 r. na politechnice, w 1923 r. na Wydziale Ekonomicznym. Od 1926 na zorganizowanym wówczas Wydziale Rolniczym był zastępcą fitopatologa, a następnie wykładowcą. Odszedł na emeryturę w 1934 roku. Zmarł w Budapeszcie w wieku 72 lat.

## Praca naukowa
Przez większą część swojej kariery naukowej zajmował się mchami, grzybami i fitopatologią, szczególnie chorobami ziemniaka. Opisał groźną jego chorobę – raka ziemniaka i wywołującego ją patogena Synchytrium endobioticum. Zajmował się także chorobami drzew owocowych i winogron (brunatną zgnilizną drzew pestkowych, mączniakiem prawdziwym), a także chorobami zbóż (rdzą źdźbłową zbóż i traw). Prowadził również działalność popularyzatorską w zakresie rolnictwa. Od 1902 do 1906 redagował Biuletyny Botaniczne.
Opisał nowe taksony roślin i grzybów. W ich naukowych nazwach dodawany jest skrót jego nazwiska Schilb.